# Пјано деле Чикорије (Кампобасо)
Пјано деле Чикорије је насеље у Италији у округу Кампобасо, региону Молизе.
Према процени из 2011. у насељу је живело 19 становника. Насеље се налази на надморској висини од 835 м.